# Gone Away (ep)
Gone Away is de vijfde ep van de Amerikaanse punkrockband The Offspring en is digitaal uitgebracht op 12 november 2021. Op deze ep staan vier versies van het gelijknamige nummer waarvan drie uit 2021 (versie van Let the Bad Times Roll, alternatieve versie en de live-versie) en de originele versie uit 1997 (van het album Ixnay on the Hombre)

## Nummers
| No. | Titel                          | Looptijd |
| --- | ------------------------------ | -------- |
| 1.  | "Gone Away" (2021)             | 3:16     |
| 2.  | "Gone Away" (live 2021)        | 3:42     |
| 3.  | "Gone Away" (alternatief 2021) | 3:16     |
| 4.  | "Gone Away" (1997)             | 4:28     |

## Betrokkenen

### The Offspring
- Dexter Holland  – zang (alle versies), slaggitaar (1997 versie) en piano (liveversie)
- Noodles – leadgitaar (1997 versie), akoestische gitaar (alternatieve versie)
- Greg K. – basgitaar (1997 versie)
- Ron Welty – drums (1997 versie)

### Aanvullende musici
- Alan Chang - piano (2021 versies)